# Subijana de Álava
Subijana de Álava (en euskera Subillana-Gasteiz o Subilla-Gasteiz, y oficialmente Subijana de Álava/Subillana-Gasteiz) es un concejo del municipio de Vitoria, en la provincia de Álava, País Vasco (España).

## Ubicación
El concejo está 14 kilómetros al suroeste de la ciudad de Vitoria. Se sitúa en las estribaciones de los montes de Vitoria, a media ladera (568 metros de altitud) y cerca del nacedero de un afluente del río Zadorra (Arroyo de La Serna). Es el concejo más occidental de los que pertenecen al municipio de Vitoria. Forma parte de la Zona Rural Suroeste de Vitoria
Por la parte norte de su término atraviesa la Autovía del Norte (A-1), en un tramo de algo más de un kilómetro. A la altura de Subijana, la autovía tiene una salida en  dirección Irún que brinda acceso a un área de servicio (Ruta de Europa), al polígono industrial de Subillabide ubicado en sus márgenes y al propio pueblo de Subijana.. Ruta de Europa, que cuenta con hotel, restaurante, estación de repostaje y otros servicios como aparcamiento de camiones, se encuentra ubicado en su totalidad dentro de los límites del territorio de Subijana de Álava, no así el polígono industrial de Subillabide, del cual solo una parte se encuentra dentro del término concejil de Subijana. Desde el Ruta de Europa se accede por una carretera local (A-4130) al pueblo. La distancia es de aproximadamente 1,5km. 
El nuevo Centro Penitenciario de Álava, conocido popularmente como "Cárcel de Zaballa", por el paraje en el que se ubica, fue inaugurado en 2011. La cárcel, actualmente la más importante del País Vasco, se encuentra ubicada muy cerca del pueblo de Subijana, a solo 750m de distancia en dirección sudoeste. Sin embargo, la cárcel se encuentra ubicada en su totalidad en terrenos colindantes pertenecientes a Nanclares de la Oca y al municipio de Iruña de Oca y de hecho no hay un acceso directo a la misma por carretera desde Subijana de Álava. 

### Localidades limítrofes
|                            | Norte: Víllodas         |               |
| Oeste: Nanclares de la Oca |                         | Este: Zumelzu |
|                            | Sur: Condado de Treviño |               |

## Despoblados
Forma parte del concejo el despoblado de:
- Benea.[1]

Forma parte del concejo una fracción del despoblado de:
- Elhenivilla.[2]

## Historia
La historia de este concejo cabe remontarla al año 1025 cuando aparece la primera mención escrita del mismo con el nombre de Subillana. Posteriormente su nombre evolucionaría hasta el actual Subijana. El apelativo de Álava se le añadió para distinguirla de otra población del mismo nombre, que paradójicamente está situada también en Álava, pero a la que se le conoce como Subijana-Morillas al habérsele agregado el pueblo vecino.
En la Batalla de Vitoria Subijana de Álava jugó un importante papel al ser uno de los principales puntos de la línea de combate. El 21 de junio de 1813 una división del ejército aliado, mandada por Hill, arrebató la aldea a los franceses.
A mediados del siglo XIX, cuando formaba parte del ayuntamiento de Ali, tenía 65 habitantes. Aparece descrito en el decimocuarto tomo del Diccionario geográfico-estadístico-histórico de España y sus posesiones de Ultramar de Pascual Madoz de la siguiente manera:

SUBIJANA: l. del ayunt. de Ali en la prov. de Alava, part. jud. de Vitoria (1 ¾ leg.), aud. terr. de Búrgos, c. g. de las Provincias Vascongadas, dióc. de Calahorra: sit. á la izq. del r. Zadorra, con clima saludable: tiene unas 12 casas; igl. parr. dedicada á San Estéban y servida por 2 beneficiados; para beber y demas usos aprovechan los vec. las aguas del r. El térm. confina N. Villodas; E. Zumelzu; S. montes de Treviño, y O. Nanclares de la Oca. El terreno es de regular calidad, le baña el espresado r. y cria algun arbolado. caminos: locales. El correo se recibe de Vitoria. prod.: trigo, cebada, maiz y otros granos; cria algun ganado, poca caza y pesca. pobl.: 10 vec., 65 alm. riqueza. y contr.: con su ayunt. (V.).

En el ant. catálogo de San Millan se hace mencion de este pueblo con el nombre de Subillana, colocándolo en uno de los alfoces de Langrares.

En 21 de junio de 1813, el geenral Hill ganó esta pobl. á los franceses, quienes á pesar de todo su empeño no pudieron recobrarla, por la firmeza inmutable de las tropas aliadas.

Es patria de D. Simon de Anda y Salazar, oidor de la real audiencia de Filipinas y despues su gobernador y capitan general del Consejo y Cámara de Castilla: á este varon ilustre se debió la defensa y conservacion de las Filipinas y reconquista de manila, tomada por los ingleses en 1762.
(Madoz, 1849, p. 529)

Décadas después, ya en el siglo XX, se describe de la siguiente manera en el tomo de la Geografía general del País Vasco-Navarro dedicado a Álava y escrito por Vicente Vera y López:

Subijana de Álava.—Aldea separada de Vitoria 10,626 metros, con 16 viviendas, 12 de dos pisos y 4 de uno; su población es de 80 almas de hecho y 76 de derecho; de las primeras son varones 38 y hembras 42. Tiene una parroquia, rural de segunda clase, dedicada á San Esteban, perteneciente al arciprestazgo de Armentia. Tiene una escuela pública incompleta con clase para adultos, á la que también asisten los niños de Zumelzu. Confina, al N., con Víllodas; al S., con los montes de Treviño; al E., con Zumelzu y al O., con Nanclares de la Oca. Su término, regado por el río Zadorra, es de mediana calidad: produce cereales y legumbres, criándose algún ganado de varias clases. Sus vecinos disfrutan del aprovechamiento del llamado Monte Bajo, de 102 hectáreas de superficie, plantado de robles.

Es patria de D. Simón de Anda y Salazar, quien, siendo oidor de la audiencia de Filipinas, recuperó la ciudad de Manila, de la cual se habían apoderado los ingleses (1762). Después fue capitán general del archipiélago. En la batalla de Vitoria, representó esta aldea un importante papel, por ser uno de los principales puntos de la línea de combate, arrebatándosela la división del ejército aliado, mandado por Hill, á los franceses, sin que éstos lograsen recuperarla (21 Junio 1813).

Comunica con Vitoria por la carretera de esta ciudad á Espejo. En el catálogo de San Millán, figura con el nombre de Subillana.
(Vera y López, 1915-1921, pp. 357-358)

## Demografía
| Gráfica de evolución demográfica de Subijama entre 1842 y 1920 |
| |
| Población de derecho según los censos de población del INE Población de hecho según los censos de población del INEEntre el censo de 1930 y el anterior, este municipio desaparece porque se integra en el municipio 01046 (Ribera Alta) |

| Gráfica de evolución demográfica de Subijana de Álava entre 2000 y 2018                                  |
| |
| Población (2000-2017) según los censos de población del INE. Población según el padrón municipal de 2018 |

## Cultura

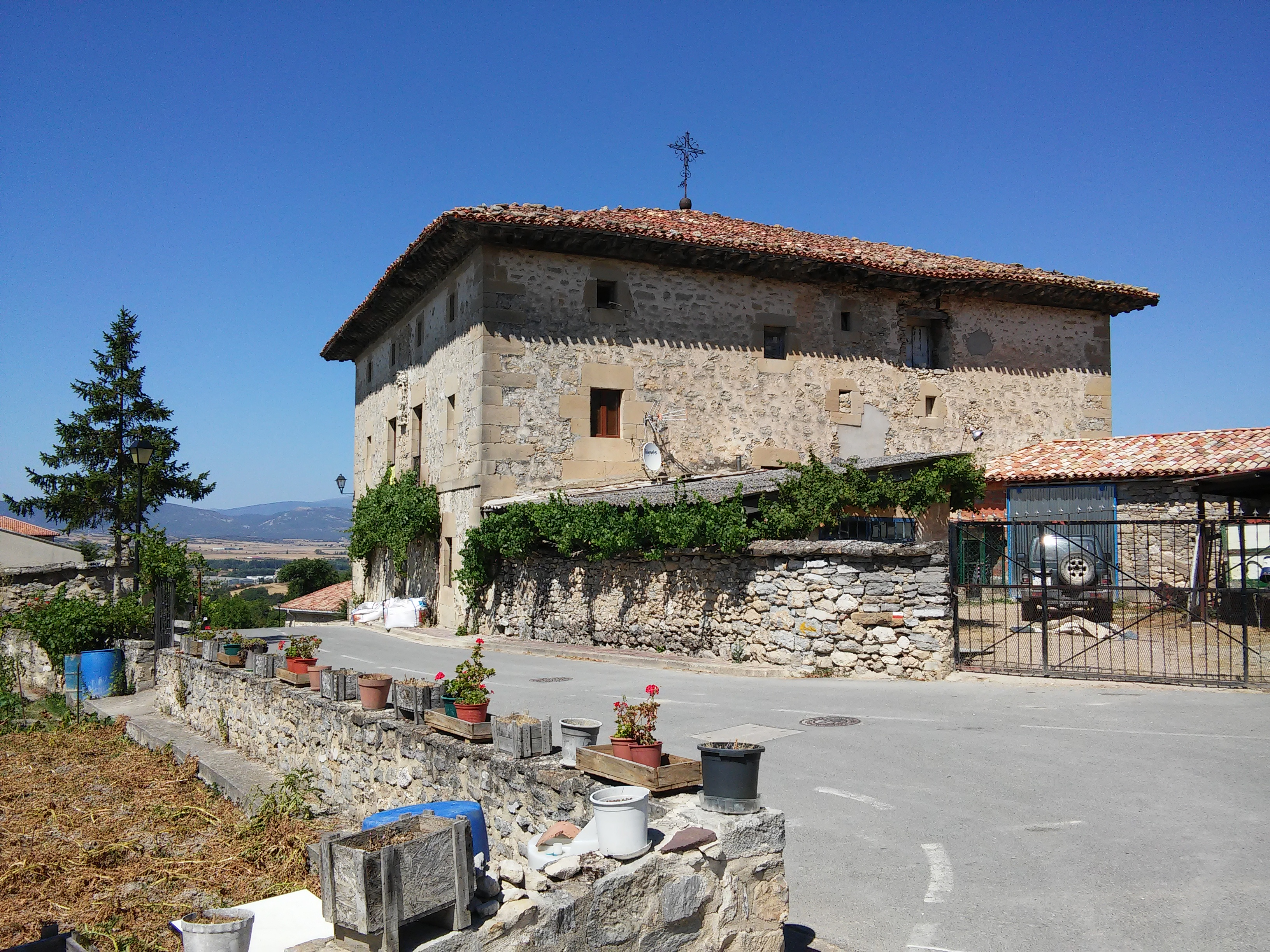
Casa-Palacio de Simón de Anda y Salazar

### Patrimonio material
- Los yacimientos arqueológicos encontrados en esta zona nos trasladan a épocas más antiguas como la edad de hierro, neolítico-bronce o el imperio romano.[9]
- Iglesia de San Esteban. Posee un retablo mayor con elementos del siglo XVII adquirido a la localidad de Trespuentes en 1706. En los laterales se sitúan los retablos de San José, rococó, y del Rosario, churrigueresco.[10] Cuenta con el retablo de San José, rococó  y del Rosario, churrigueresco.
- Casa-palacio de Simón de Anda. Situada al sur del pueblo es el edificio más significativo del mismo. Se trata de un palacete barroco del siglo XVIII, declarado Monumento Nacional. En este palacio nació Simón de Anda López de Armentia Salazar.[11]

### Patrimonio inmaterial
- Los vecinos de la localidad son conocidos con el apodo de Puercos y sus fiestas patronales eran el 3 de agosto (Invención de San Esteban) aunque en la actualidad se ha trasladado al tercer fin de semana de septiembre, día 21 (San Mateo).[11]